# Mazaea shaferi
Mazaea shaferi là một loài thực vật có hoa trong họ Thiến thảo. Loài này được (Standl.) Delprete mô tả khoa học đầu tiên năm 1999.